# Larsa Pippen
Larsa Marie Pippen, née Younan le 6 juillet 1974, est une personnalité de la télé-réalité américaine et une femme d'affaires. Elle est une actrice principale originale de la télé-réalité de Bravo, Les Real Housewives de Miami dès 2011. Elle est l'ex-femme de l'ancien joueur de la NBA Scottie Pippen.

## Enfance et éducation
Pippen est né le 6 juillet 1974 d'une mère libanaise et d'un père syrien. Elle a grandi à Chicago, Illinois.

## Carrière

### Télévision
En février 2011, The Real Housewives of Miami lance sa première saison, mettant en vedette Pippen aux côtés de Lea Black, Adriana de Moura, Alexia Nepola, Marysol Patton et Cristy Rice. Pippen quitte la première saison après seulement 7 épisodes. L'émission s'est terminée après sa troisième saison en raison de la baisse d'audience.
En 2021, une quatrième saison a été confirmée par Bravo en février, mettant en vedette Pippen aux côtés de Lisa Hochstein et Nepola, avec les nouveaux arrivants Guerdy Abraira, Julia Lemigova et Nicole Martin ; rejoint par de Moura, Patton et sa nouvelle amie Kiki Barth,.
En plus du retour à la série de Pippen, elle a fait de fréquentes apparitions dans L'Incroyable Famille Kardashian au fil des années, notamment en raison de son amitié avec Kim Kardashian et le reste de la famille Kardashian-Jenner. Elle est apparue dans le cinquième épisode de la deuxième saison de Selling Sunset de la deuxième saison où Chrishell Stause lui a fait visiter la maison. Elle était également présente aux côtés de son mari d'alors, Scottie Pippen, alors qu'ils soutiennent leur fille Sophia dans Dancing with the Stars : Juniors. Larsa a également fait des apparitions dans des talk-shows, notamment The Nick Cannon TV Series, The Wendy Williams Show, Watch What Happens Live with Andy Cohen et Tamron Hall.
En septembre 2023, il a été annoncé que Larsa Pippen participerait à la deuxième saison de The Traitors sur Peacock. La saison a été diffuée à partir de janvier 2024.

### Bijoux
En août 2020, Pippen lance avec succès sa ligne de bijoux haut de gamme, Larsa Marie. Elle détaille que la ligne propose une grande variété de pièces qui se concentrent sur « l'amour de soi et l'autonomisation des femmes pour qu'elles se sentent mieux ». En 2021, Pippen fait la couverture du numéro d'août de Harper's Bazaar Vietnam, où elle lance sa dernière collection, discute de sa vie personnelle aux yeux du public et fournit des conseils de mode.

## Vie privée
Pippen est la mère de Scotty Jr., Preston, Justin et Sophia avec son ex-mari Scottie Pippen. Scottie et Larsa se sont séparés pour la première fois en 2016 après près de deux décennies de mariage, mais se sont réconciliés, jusqu'en 2018, date à laquelle ils ont entamé le processus de séparation. Leur divorce a été finalisé le 15 décembre 2021, tous les problèmes étant résolus à l'amiable, continuant de se concentrer sur « la coparentalité de leurs enfants mineurs restants ».
De 2022 à 2024, elle a été en couple avec Marcus Jordan.

## Emission
- 2011 et depuis 2021 : Les Real Housewives de Miami (principale, saisons 1, depuis la saison 4)
- 2011, 2014 à 2015, 2017 à 2019 : L'incroyable famille Kardashian (invitée, saison 6, 9, 10, 14 et 16)
- 2018 : Danse with the Stras Juniors (invitée)
- 2020 : Selling Sunset (invitée, saison 1)
- 2023 : Les Real Housewives de Beverly Hills (invitée, saison 13)
- 2024 : The Traitors (saison 2)
- 2024 : House of Villains (saison 2)